# موتور تاج محمد باهنغ
موتور تاج محمد باهنغ (بالإنجليزية: Mowtowr-e Taj Mohammad Pahang)‏ هي منطقة سكنية تقع في سيستان وبلوتشستان في إيران. يقدر عدد سكانها بـ 41 نسمة .